# Бранко Црвенковський
Бранко Црвенковський (мак. Бранко Црвенковски; нар. 12 жовтня 1962, Сараєво) — третій президент Республіки Македонія. Прем'єр-міністр країни в період з 17 серпня 1992 по 30 листопада 1998 та з 1 листопада 2002 по 12 травня 2004.

## Біографія
В 1980 році вступив на електротехнічний факультет у Скоп'є. В 1985 році закінчив його із спеціальністю «Інформаційні технології та автоматика».
Свою політичну кар'єру Црвенковський розпочав у Союзі комуністів Македонії. В 1990 році, на перших багатопартійних виборах у Республіки Македонії, обраний депутатом першого скликання Зборів Македонії. У квітні 1991 року став головою Соціал-демократичного союзу Македонії (колишній Союз комуністів). 5 вересня 1992 став головою уряду — другим прем'єр-міністром Македонії з часу її відділення від Югославії. Був наймолодшим прем'єром у Європі на той період (29 років).
В 1998 році, після поразки лівих на парламентських виборах, очолив опозицію. З 2002 року, після перемоги СДСМ на парламентських виборах — знову Прем'єр-міністр Македонії.
17 жовтня 2003 року здійснив візит до Москви де зустрівся із патріархом РПЦ Алексієм ІІ. «Ми подолаємо цю ізоляцію, в якій сьогодні знаходиться Македонська Православна Церква», — запевнив тоді Алексій II.
На дострокових виборах, після загибелі в авіакатастрофі Бориса Трайковського в квітні 2004 року, обраний президентом Македонії з результатом 62,66 %.